# Lantic
Lantic é uma comuna francesa na região administrativa da Bretanha, no departamento Côtes-d'Armor. Estende-se por uma área de 15,81 km². Em 2010 a comuna tinha 1 722 habitantes (densidade: 108,9 hab./km²).